# Humvee
Humvee, transskription af HMMWV (High Mobility Multi-purpose Wheeled Vehicle), også kaldet hummer (udtales "hommer"), er et terrængående køretøj.
Den militære HMMWV findes i mange forskellige versioner, fra feltambulance til opklaringskøretøj. Der kan monteres forskellige våbensystemer på den, fx M2 maskingevær, TOW antitank missil eller MG3 maskingevær.
Der findes også forskellige grader af pansring, de første versioner var upansrede, men specielt irakkrigen har ført til versioner med tungere pansring, som beskyttelse mod vejsidebomber og håndvåbenild.
Humvee er bygget til USA's forsvar, men da skuespilleren og guvernøren Arnold Schwarzenegger blev fascineret af H1’eren, købte han et eksemplar, hvilket gjorde modellen populær som gadebil under navnet Hummer. Siden skabte firmaet H2’eren og H3'eren. 
I dag er bilen et populært off-road køretøj. Men også et køretøj som folk, der gerne vil vise sig frem, kan lide.

## Ekstern kilde/henvisning
- globalsecurity.org/military/systems/ground/hmmwv.htm
- humvee.net/
- hummer.com
- HMMWV Technical Manuals (engelsk)
- HMMWV beskrivelse – fra U.S.Army Factfiles